# Adorjánháza
Adorjánháza is een plaats (község) en gemeente in het Hongaarse comitaat Veszprém. Adorjánháza telt 471 inwoners (2001).